# Spoorlijn La Plaine - Hirson en Anor (grens)
De Spoorlijn La Plaine - Hirson en Anor is een Franse spoorlijn tussen La Plaine Saint-Denis bij Parijs en Anor in het noorden van Frankrijk. De lijn is ruim 207 km lang en heeft als lijnnummer 229 000.

## Geschiedenis
De lijn is in verschillende fases geopend tussen 1860 en 1870.

### La Plaine Saint-Denis - Soissons
Het gedeelte tussen La Plaine Saint-Denis en Soissons is gebouwd tussen 1860 en 1862.

#### Viersporigheid La Plaine Saint-Denis - Aulnay-sous-Bois
Aan het begin van de 20e eeuw, met 230 treinen per dag was de spoorlijn tussen La Plaine Saint-Denis en Aulnay nog drukker dan de spoorlijn Paris Nord-Lille. De combinatie van stop- en sneltreinen zorgde voor veel problemen, waarvoor in 1913 werd begonnen met het viersporig maken van het traject waarbij ook alle gelijkvloerse kruisingen werden opgeheven.

#### Elektrificatie
De lijn werd tussen 1962 en 1963 geëlektrificeerd tussen La Plaine Saint-Denis en Crépy-en-Valois. Tussen Crépy-en-Valois en Hirson is alleen dieseltractie.

#### Ongeval
Op 16 juni 1972 reden twee treinen frontaal op elkaar in de tunnel van Vierzy waarbij 108 doden en 111 gewonden vielen. Dit was het op twee na dodelijkste ongeval van de Franse spoorwegen.

### Soissons - Hirson
Het gedeelte tussen Soissons en Hirson is gebouwd in 1864 en 1865. De meeste kunstwerken, waaronder de brug over de Aisne en de tunnel van Vauxaillon waren begin 1865 voltooid. Op 8 september reed de eerste trein met personnel van Compagnie des chemins de fer du Nord tot aan het station van Laon en op 3 januari 1866 werd de spoorlijn geopend.
Het gedeelte tussen Laon en Vervins is gebouwd in 1867, behalve 15 kilometer aan het begin van Laon, omdat de inwoners van Crécy een meer westelijk lopend tracé wensten in de hoop op een dichterbij gelegen station. De belangrijkste werkzaamheden bestonden uit het stabiliseren van de bodem, het aantal kunstwerken op dit gedeelte van de lijn is geringer, er zijn alleen kleinere bruggen en gelijkvloerse kruisingen gebouwd. Dit gedeelte is geopend op 30 oktober 1869.
Het tracé tussen Vervins en Hirson is als laatste aangelegd. De instabiele bodem zorgde voor vertraging waardoor de spoorlijn uiteindelijk werd geopend op 30 augustus 1870, zij het slechts voor het vervoer van soldaten in de Frans-Duitse Oorlog. Pas op 1 juli 1871 werd de lijn officieel voor het publiek geopend.

## Treindienst
Tot in de jaren 90 waren er twee rechtstreekse treinen per dag tussen Parijs en Hirson, tegenwoordig kan er alleen maar met een overstap gereisd worden tussen Parijs en Hirson, met een overstap in Laon.
De SNCF verzorgt het personenvervoer met Transilien en TER treinen.
| Serie   | Treinsoort        | Route                                                                                      | Bijzonderheden |
| ------- | ----------------- | ------------------------------------------------------------------------------------------ | -------------- |
| Trans K | Transilien (SNCF) | Paris-Nord – Mitry - Claye – Crépy-en-Valois                                               |                |
| K 15    | TER (SNCF)        | Paris-Nord – Crépy-en-Valois – Soissons – Laon                                             |                |
| K 61    | TER (SNCF)        | Lille-Flandres – Orchies – Valenciennes – Aulnoye-Aymeries – Hirson – Charleville-Mézières |                |
| P 15    | TER (SNCF)        | Crépy-en-Valois – Soissons – Laon                                                          |                |
| P 61    | TER (SNCF)        | Aulnoye-Aymeries – Hirson                                                                  |                |
| P 64    | TER (SNCF)        | Aulnoye-Aymeries – Hirson – Laon                                                           |                |

### Réseau express régional
Op het traject rijdt het Réseau express régional de volgende routes:
| Serie | Treinsoort        | Route | Bijzonderheden |
| ----- | ----------------- | --- | -------------- |
| RER B | RER (SNCF / RATP) | [ Aéroport Charles de Gaulle 2 TGV – ] / [ Mitry - Claye – ] Paris-Nord – Bourg-la-Reine – [ Robinson ] / [ Antony – Palaiseau – Saint-Rémy-lès-Chevreuse ] |                |

## Aansluitingen
In de volgende plaatsen is of was er een aansluiting op de volgende spoorlijnen:
La Plaine
RFN 272 000, spoorlijn tussen Paris-Nord en Lille
RFN 272 311, raccordement van La Chapelle-Charbons
RFN 272 316, raccordement van La Plaine
RFN 952 000, spoorlijn tussen La Plaine en Pantin
RFN 963 000, spoorlijn tussen La Plaine en Ermont-Eaubonne
RFN 981 000, spoorlijn tussen Paris-Nord en Paris-Lyon
Le Bourget
RFN 229 306, raccordement van Le Bourget
RFN 229 606, stamlijn Le Bourget
RFN 992 300, raccordement van Bas-Martineau
Aulnay-sous-Bois
RFN 076 000, spoorlijn tussen Aulnay-sous-Bois en Roissy 2-RER
RFN 230 000, spoorlijn tussen Aulnay-sous-Bois en Verberie
RFN 968 000, spoorlijn tussen Bondy en Aulnay-sous-Bois
Ormoy-Villers
RFN 227 000, spoorlijn tussen Ormoy-Villers en Mareuil-sur-Ourcq
RFN 231 306, raccordement van Ormoy-Villers
RFN 232 000, spoorlijn tussen Ormoy-Villers en Boves
Crépy-en-Valois
RFN 231 000, spoorlijn tussen Chantilly-Gouvieux en Crépy-en-Valois
RFN 232 306, raccordement van Duvy
Villers-Cotterêts
RFN 233 000, spoorlijn tussen Rethondes en La Ferté-Milon
Soissons
RFN 205 000, spoorlijn tussen Soissons en Givet
RFN 317 000, spoorlijn tussen Rochy-Condé en Soissons
Crouy
RFN 235 100, aansluiting tussen Crouy en Soissons-Saint-Médard
Anizy-Pinon
RFN 234 000, spoorlijn tussen Anizy-Pinon en Rond-d'Orleans
Laon
RFN 082 000, spoorlijn tussen Reims en Laon
RFN 228 000, spoorlijn tussen  Laon en Liart
RFN 228 601, stamlijn Laon
RFN 236 000, spoorlijn tussen Laon en Le Cateau
RFN 261 000, spoorlijn tussen Amiens en Laon
Dercy-Mortiers
lijn tussen Dercy-Mortiers en Versigny
Marle-sur-Serre
RFN 229 611, stamlijn Marle
lijn tussen Marle-sur-Serre en Montcornet
Vervins
lijn tussen Romery en Liart
Hirson
RFN 212 000, spoorlijn tussen Hirson en Amagne-Lucquy
RFN 223 000, spoorlijn tussen Charleville-Mézières en Hirson
RFN 238 000, spoorlijn tussen Busigny en Hirson
Anor
RFN 267 000, spoorlijn tussen Fives en Hirson
Anor grens
Spoorlijn 156 tussen Momignies en Hastière